# Min jul
Min jul – dziewiąty album studyjny szwedzkiej piosenkarki Sanny Nielsen, wydany 4 listopada 2013 przez wytwórnię Parlophone.
Album składa się z dwunastu kompozycji o charakterze świątecznym, w tym zarówno z autorskich nagrań jak i coverów popularnych świątecznych utworów. Płyta sprzedała się w Szwecji w nakładzie przekraczającym 40 tysięcy sztuk i uzyskała certyfikat platynowej. Wydawnictwo było 4. najlepiej sprzedającym się albumem w Szwecji w 2013 roku.

## Lista utworów
Opracowano na podstawie materiału źródłowego.
1. „Auld Lang Syne” – 2:58
2. „Drummer Boy” – 3:35
3. „Jul jul strålande jul” – 3:20
4. „Julen närmar sig” – 3:19
5. „Jingle Bells” – 1:55
6. „O helga natt” – 4:36
7. „Song for a Winter's Night” – 3:45
8. „Viskar ömt mitt namn” – 3:22
9. „Angel” – 4:38
10. „Vinternatten (In the Bleak Midwinter)” – 3:08
11. „Ave Maria” – 4:57
12. „Happy Xmas (War Is Over)” – 4:02

Całkowita długość: 42:35

## Notowania

### Pozycja na rocznej liście sprzedaży
| Kraj    | Lista sprzedaży (2013) | Pozycja | Certyfikat      | Sprzedaż |
| ------- | ---------------------- | ------- | --------------- | -------- |
| Szwecja | Sverigetopplistan      | 4       | platynowa płyta | 40 000+  |